# Клей (округ, Флорида)
Шаблон:StateAbbr_ 29°59′ пн. ш. 81°52′ зх. д. / 29.98° пн. ш. 81.86° зх. д.
Клей (англ. Clay county) — округ (графство) на північному сході штату Флорида. Площа 1557 км².
Населення 219 252 особи (2019 рік). Центр округу місто Грін-Коув-Спрінгс.
Округ виділений 1858 року з округу Дювал.
Округ входить до агломерації Джесксонвіллю.

## Географія

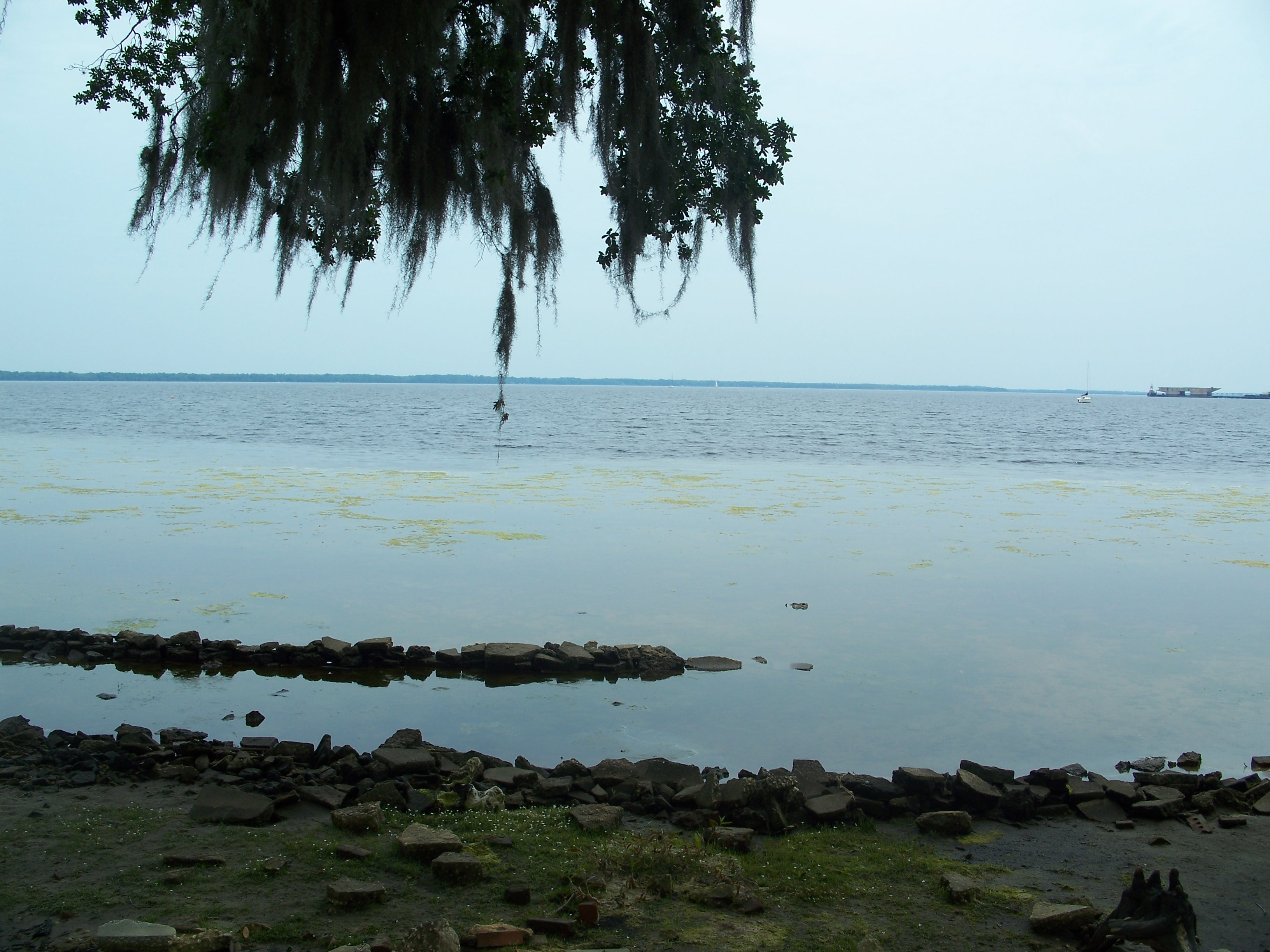
Річка Сент-Джонс

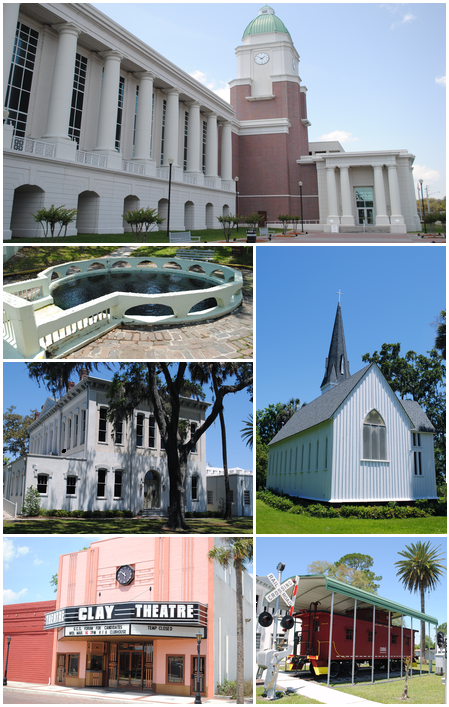
Колаж видів міста Грін-Ков-Спрингс

За даними Бюро перепису населення США, загальна площа округу становить 644 квадратних милі (1 670 км²), з них 604 квадратних милі (1 560 км²) — суша, а 39 квадратних миль (100 км²) (6,1 %) — вода.

## Суміжні округи
- Алачуа, Флорида — південний захід
- Дювал, Флорида — північ
- Сент-Джонс, Флорида — схід
- Патнем, Флорида — південь
- Бредфорд, Флорида — захід
- Бейкер, Флорида — північний захід